# Sparresäters naturreservat
Sparresäter är ett naturreservat i Mariestads och Skövde kommuner i Västergötland.
Reservatet ligger cirka 15 km nordväst om Skövde vid Sparresäters naturbruksgymnasium, norr om Lerdala Det är skyddat sedan 2001 och omfattar 42 hektar. Det består av hagmarker och lövskog.

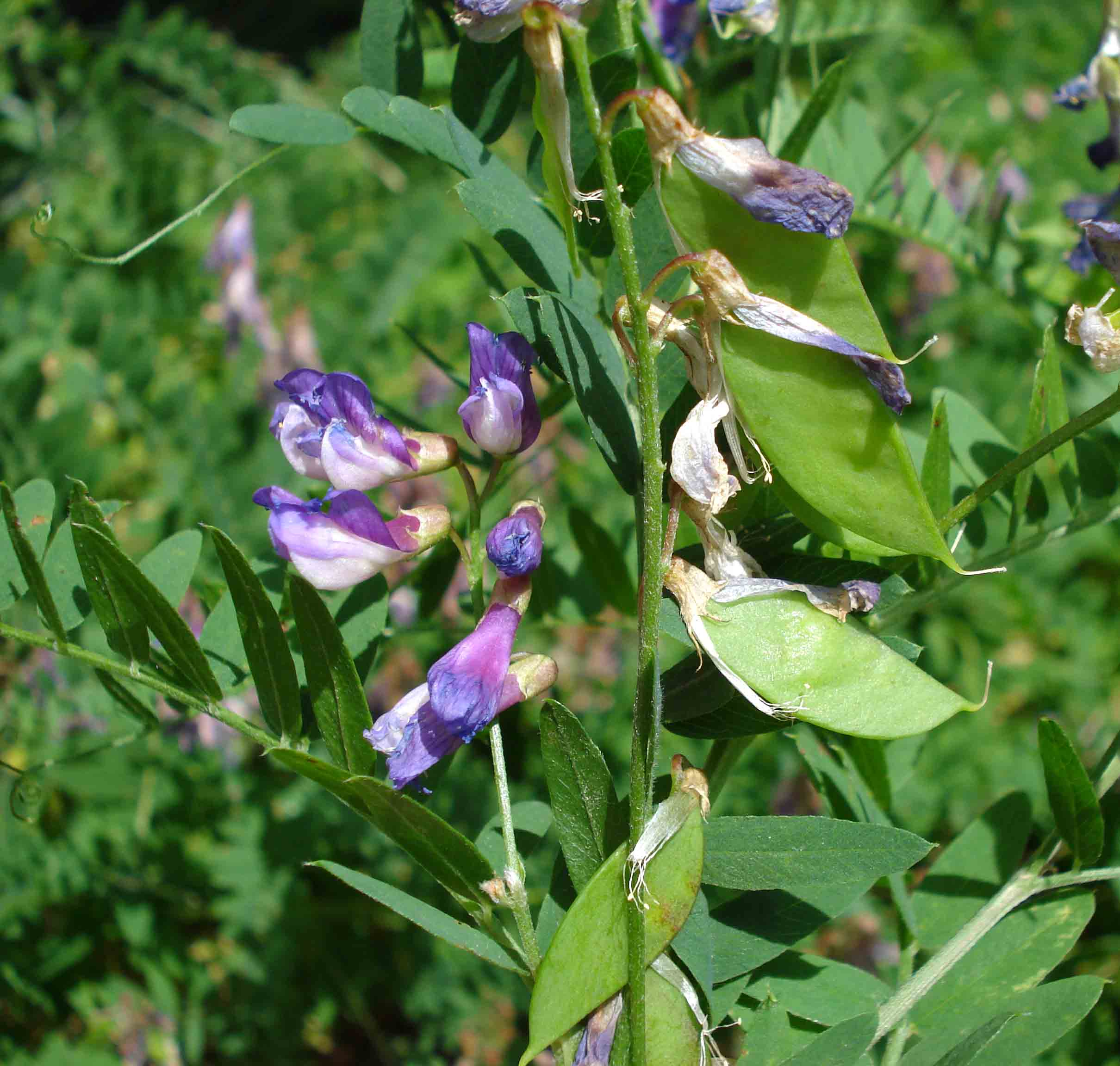
Backvicker

Vid Sparresäter erbjuds mycket vackra omgivningar med bergbranter, skogsmiljöer, hagmarker och vyer mot sjön Lången.
Området ligger intill en markerad förkastningsbrant vid sjön Långens sydvästra strand. I söder och utmed sjön ligger en hagmark där ek dominerar. Av de grova träden är ca 13 stycken kvalificerade att kallas jätteträd. I reservatet förekommer även björk, ask och vildapel och en värdefull flora.  Norrut ligger skogsmark som består av sumpskog, ask-almskog och ung bokskog. Den värdefulla faunan och floran är främst knuten till grova lövträd i hagmarkerna i söder och dels till skogs- och brantmiljöerna i norr. 
Hagmarkerna med sina enormt grova ekar är fascinerande och innehåller ett växt- och djurliv utan motstycke. Här växer ovanliga vaxskivlingar tillsammans med darrgräs, kattfot och backsippa. 
Norr om Sparresäter höjer sig marken rejält. Utefter en sträcka på 3,5 km reser sig en förkastningsbrant längs med sjön Lången, som mest hela 70 meter. Branten täcks av blandskog med gott om grova träd och död ved. Här trivs backvicker, tibast, backmåra och lundelm. Fiskgjusen, rördrom och många andra fåglar förekommer. Sparresäter är dessutom ett objekt i projektet för skydd och återskapande av läderbaggens livsmiljöer.
Vid Sparresäter bedrivs ej längre något naturbruksgymnasium, verksamheten flyttades år 2014.
Området ingår i EU:s ekologiska nätverk av skyddade områden, Natura 2000. 